# ジュエミリア
『ジュエミリア』（Juemilia）は、鈴木えみと沖樹莉亜による音楽ユニット。
t.A.T.u.の「ALL THE THINGS SHE SAID」を日本語でカヴァーして話題となった。
沖樹莉亜のブラジル留学を理由に活動停止、その後鈴木の単独活動の活発化もあり、
2005年沖が留学終了に伴い帰国・芸能活動復帰した後も活動再開はしていない。

## ディスコグラフィ

### シングル
1. リセット （2003/04/02） -資生堂マシェリCMソング
2. ALL THE THINGS SHE SAID （2003/05/28）

## 備考
- ユニット名は、鈴木えみのエミと沖樹莉亜のジュリアを合わせた名前。
- 2人共へそピアスを開けている、などt.A.T.uと似たような路線だった。